# Darstellung-des-Herrn-Kirche
Darstellung-des-Herrn-Kirche, Kirche zur Darstellung Christi im Tempel, oder Mariä-Reinigung-Kirche, selten Mariä-Lichtmess-Kirche sind die Kirchen, die dem Fest Darstellung des Herrn im Tempel (Mariä Lichtmess oder Christi Lichtmess, früher auch: Mariä Reinigung, Purificatio Mariae) gewidmet sind. Patrozinium ist am 2. Februar.
Zu unterscheiden ist aber Darstellung Mariens im Tempel, 21. November (früher Mariä Tempelgang oder Mariä Opferung), orthodox Einführung der Gottesgebärerin in den Tempel, heute katholischer Gedenktag Unsere liebe Frau von Jerusalem. Siehe Mariä-Opferung-Kirche.
Seit der katholischen Liturgiereform des Zweiten Vatikanums wird der Aspekt des Herrenfestes betont, wie das in den Ostkirchen seit alters her üblich ist. Das Patrozinium Mariä Reinigung stammt aus der Zeit, als der marianische Aspekt des Festes betont wurde, es sind also Marienkirchen. Daher sind erstere meist orthodox oder byzantinisch, zweitere meist katholisch.
- ♦ … Titelkirchen, Kathedralkirchen (Bischofskirchen), Basiliken, Sanktuarien u. ä.

In anderen Sprachen:
englisch Presentation of Jesus / Christ / Our Lord [at the Temple], Candlemas [of the Lord], Meeting of the Lord, Purification of [the Blessed Virgin] Mary / the Virgin;
griechisch Υπαπαντή Ipapante, Ypapanti;
spanisch Candelaria;
italienisch Presentazione [di Gesù] [al Tempio], Candelora del Signore, [Beata] Vergine della Purità, Purificazione di [Beata Vergine] Maria [Santissima];
portugiesisch Candelária;
russisch церковь Сретения Господня

## Patrozinium Darstellung des Herrn (Praesentatio)

### Griechenland
- ♦ Ορθόδοξος Καθεδρικός της Υπαπαντής (Orthodoxe Kathedrale zur Darstellung), Fira (Φηρά), Santorin, Metropolitankathedrale

### Polen
- Mariä Lichtmess (Mosty)

### Russland
- Kirche zur Darstellung Christi im Tempel, Balachna, Eparchie Nishny Nowgorod-Arzamas
- Kirche zur Darstellung Christi im Tempel, Dmitrow, Eparchie Moskau
- Kirche zur Darstellung Christi im Tempel, Sretensky-Kloster, Gorochowez, Eparchie Wladimir-Suzdal
- Kirche Darstellung Christi und Michael, Krasnaja Ljaga, Eparchie Archangelsk-Kholmogory
- Kirche zur Darstellung Christi im Tempel, Nowaja Derewnja, Eparchie Moskau
- Kirche zur Darstellung Christi im Tempel, Sretensky-Kloster, Gorochowez, Eparchie Wladimir-Suzdal

## Patrozinium Christi/Mariä Lichtmess (Candelaria)

### Brasilien
- Santuário de Nossa Senhora das Candeias (Bahia)
- Igreja de Nossa Senhora da Candelária, Rio de Janeiro

### Deutschland
- Mariä Lichtmeß (Aschau im Chiemgau)
- Mariä Lichtmess (Hildesheim)
- Seminarkirche (Hildesheim)
- Mariä Lichtmess (Inkofen)
- Mariä Lichtmess (Lindkirchen)

### Italien
- Grotta di San Giovanni d’Antro, San Giovanni d’Antro, Friaul (Höhlenkirche)[2]

### Kolumbien
- ♦ Basilika Unserer Lieben Frau von Candelaria, Medellín

### Mexiko
- Schrein der Virgen de la Candelaria, Tlacotalpan, Veracruz[3]

### Österreich
- Pfarrkirche Schönbach in Niederösterreich

### Spanien
- ♦ Basilika von Candelaria, Candelaria, Santa Cruz de Tenerife, Teneriffa

## Patrozinium Mariä Reinigung (Purificatio)

### Deutschland
- Mariä Reinigung (Steinheim)
- Mariä Reinigung (Konzenberg), Bayern
- Mariä Reinigung (Reichenbach), Reichenbach-Steegen (Pfarre Maria Lichtmeß)
- Mariä Reinigung (Tegernbach)
- Mariä Reinigung und St. Wendelin (Waidhofen), Oberbayern

### Italien
- Chiesa della Purificazione di Maria di Braone, Lombardei
- Chiesa Beata Vergine della Purità di Brescia, Brescia, Lombardei
- Chiesa parrochiale della Purificazione della Beata Vergine Maria di Cornovecchio, Lodi, Lombardei
- Chiesa della Purità di Nardò, Apulia
- Chiesa di Santa Maria della Purità (via Salvator Rosa), Neapel, Napoli
- Chiesa di Santa Maria della Purità e Sant’Anna, Neapel, Napoli
- Chiesa Purificazione della Beata Vergine Maria di Salerano sul Lambro, Lodi, Lombardei
- Chiesa della Purificazione di Salignano, Lecce
- ♦ Basilica Cattedrale Santa Maria della Purificazione, Termoli
- Oratorio della Puritá di Udine, Udine

### Tschechien
- ♦ Dom der Reinigung der Jungfrau Maria, Dub
- Mariä Reinigung (Šternberk)

### Österreich
- Filialkirche Mariä Reinigung (Gleisdorf), Steiermark
- Pfarrkirche Bach, Tirol
- Filialkirche Mariä Reinigung (Zams), Zamserberg-Falterschein, Zams, Tirol